# Green River (Creedence Clearwater Revival-album)
A Green River a   Creedence Clearwater Revival együttes harmadik albuma 1969-ből. Szerepel az 1001 lemez, amit hallanod kell, mielőtt meghalsz című könyvben.

## Az album dalai
| 1. | Green River               | John Fogerty | 2:36 |
| 2. | Commotion                 | J. Fogerty   | 2:44 |
| 3. | Tombstone Shadow          | J. Fogerty   | 3:39 |
| 4. | Wrote a Song for Everyone | J. Fogerty   | 4:57 |

| 1. | Bad Moon Rising                  | John Fogerty                                     | 2:21 |
| 2. | Lodi                             | J. Fogerty                                       | 3:13 |
| 3. | Cross-Tie Walker                 | J. Fogerty                                       | 3:20 |
| 4. | Sinister Purpose                 | J. Fogerty                                       | 3:23 |
| 5. | The Night Time Is the Right Time | Napoleon "Nappy" Brown, Ozzie Cadena, Lew Herman | 3:09 |

## Közreműködők
- Doug Clifford – dob
- Stu Cook – basszusgitár
- John Fogerty – gitár, ének
- Tom Fogerty – ritmusgitár, ének